# David Ricardo (dramaturgo)
David Ricardo López Ugalde (Ciudad de México, 27 de junio de 1966) dramaturgo, director de teatro y actor mexicano, director de la de la Compañía Independiente de Teatro Abierto CITA, además de docente y promotor cultural en la región de los volcanes del Estado de México.

## Biográfica
Conocido como David Ricardo en el ámbito teatral, desde 1989 ha sido director, dramaturgo y actor de la Compañía Independiente de Teatro Abierto CITA. fue docente en la Universidad Autónoma del Estado de México de Valle de Chalco, en la Normal de Chalco y en Educación básica. Director fundador del Grupo de Teatro Huitzitzil y de CITA, Presidente fundador del Encuentro Internacional de Teatro Independiente de Tlalmanalco y del Festival Internacional de Música Antigua de Tlalmanalco. Ocupó el cargo de director de la Casa de Cultura “Xochipilli” de Tlalmanalco, del 2003 al 2005 y Director de Educación, Cultura, Fomento al Deporte y Turismo en el mismo municipio, del 2006 al 2009.
Desde temprana edad mostró inclinaciones artísticas siendo así que, en 1979 formó parte del Coro Infantil del Colegio México, donde realizó sus estudios primarios, este coro era dirigido por el H. Alejandro Mejía Pereda, quien ejercía una regia disciplina en el grupo, sería de él, de quien recibiría sus primeras lecciones de música. Grabaron un disco con la casa Musart llamado "Los niños que le cantaron a su santidad Juan Pablo II", teniendo varias presentaciones, en la República mexicana, en Estados Unidos de Norteamérica y en TV, como el programa "Siempre en Domingo". Por esta época fue donde tuvo su primer encuentro con el teatro, ya que asistía con su familia a las "Tandas culturales de Tlaltenango" en Cuernavaca, a cargo del presbíteo Baltasar López Bucio, donde se presentaban grupos de música, danza y teatro independiente, como "Los mascarones" que despertaron en él su vocación teatral.
En la secundaria tuvo la oportunidad de dirigir la obra musical "Evita", con sus compañeros del Colegio México, confirmando su deseo de permanecer en el ámbito del teatro. En 1987 conforma el grupo de Teatro Huitzitzil, donde escribe, dirige y actúa su primera obra dramática: “Oro Verde”. Al siguiente año participa, con esta obra, en el VI Encuentro de Teatro "Ciudad de México" donde recibe el Premio a la mejor obra, mejor actor, mejor actriz y mejor actriz de reparto, realizan una gira por varias ciudades de la República Mexicana, teniendo más de cincuenta representaciones de esta puesta en escena. En 1989, todavía con Huitzitzil dirige la obra de Armando Ramírez “Ser Humano”, Escribe, dirige y actúa “Mejor Nunca” y escribe “Por si hay alguien que escucha”. En este año deja la Ciudad de México para ir a radicar al Estado de México, es ahí donde crea la Compañía Independiente de Teatro Abierto (CITA), dando su primera función al público el 2 de noviembre de 1989, con el montaje de poesía dramatizada de poetas Iberoaméricanos, “Donde sólo se habla de amor”, que dirige y actúa. En este año también incursiona en el magisterio, como docente de educación básica impartiendo la materia de Educación Artística. 
A la fecha ha escrito, dirigido y actuado más de treinta obras con CITA, de las cuales diez de éstas forman parte de su repertorio actual, destacan las obras "Una historia, un corrido y las dos caras del patrón" con más de quinientas representaciones, "Al final de la creación" y "Cita en el portal" con más de 300 funciones cada una a la fecha. Lleva su trabajo a cualquier parte de la República mexicana, convirtiéndose así en director de una Compañía itinerante de repertorio. Ha escrito además una decena de cuentos que se han publicado en revistas culturales, además de poesía y canciones.
En 2014 publica “Oro Verde y otras obras” con la Editorial Escenología, en coedición con el Sindicato de Maestro al Servicio del Estado de México (SMSEM), el Centro Regional Cultural de Chalco y el Municipio de Tlalmanalco, donde incluye la obra de teatro campesino “Oro verde”,  la obra de estilo futurista “Puerta de Artificio” y la pastorela “Cita en el portal” de estilo barroco escrita en verso.

## Distinciones
En el VI Encuentro de Teatro Ciudad de México (Premio a la mejor obra "Oro verde", 1985)
Se reconoce el trabajo de CITA en el Diccionario mexicano de Teatro siglo XX del maestro Edgar Ceballos, Ed. Escenología (2013)
CITA Obtiene el San Ginés de Oro 2020 por 30 años de trayectoria.
Se otorga La Presea Mario Ficachi a CITA. Reconociendo los más de 30 años de labor artística y solidaria (2020)
Se ha presentado en Las Tandas de Tlaltenango, Cuernavaca.
En más de cuatro ocasiones en el Encuentro de Teatro Comunitario de la Región de los Volcanes.